# Swans Gmunden
O Swans Gmunden ou OCS Swans Gmunden é um clube de basquetebol da Áustria, fundado em 1966, em Gmunden, Áustria.

## Títulos
- Österreichische Bundesliga: 6

2005, 2006, 2007, 2010, 2021, 2023
- Copa Austríaca de Basquetebol: 6

2003, 2004, 2008, 2010, 2011, 2012
- Supercopa da Áustria de Basquetebol: 8

2004, 2005, 2006, 2007, 2008, 2010, 2011, 2021